# Крістіан Август Сіндінг

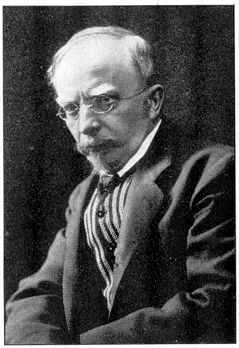
Крістіан Сіндінг

Крістіан Август Сіндінг (норв. Christian August Sinding; 11 січня 1856, Конгсберг — 3 грудня 1941, Осло) — норвезький композитор, рідний брат художника Отто Сіндінга та Стефана Сіндінга.

## Біографія
Композитор народився в Конгсберзі, але після смерті батька сім'я переїхала в Осло (стара назва Християнія). Спочатку вивчав музику в Осло. Навчався в Лейпцизькій консерваторії у Саломона Ядассона. Продовжив навчання в Мюнхені.
У листопаді 1898 року композитор одружився з актрисою Августою Гад.
В 1909 році призначений членом «Академії мистецтв» у Берліні.
Преса називала композитора на поч. XX ст. одним з найбільших європейських музикантів. У Норвегії Сіндінг був офіційно визнаний головою норвезької композиторської школи і його авторитет серед молодих композиторів вважався незаперечним.
У 1916 році Сіндінг отримав державну пенсію як «найбільший національний композитор після Гріга».
У 1920—1921 рр. викладав в США в Істменівській школі музики.
На початку 30-х років захищав права єврейських музикантів.
У 1938 році отримав Великий хрест св. Олафа.
Композитор був знайомий з найвищими представниками музичного світу того часу: Грігом, Чайковським, Нікішем, Бузоні, Вейнгартнером і ін.
Помер композитор 3 грудня 1941 року в Осло.

## Творчість
У Лейпцигу відбулася прем'єра його Першої симфонії, що здобула високу оцінку німецької музичної критики. Окремі п'єси композитора перевидавалися до 50 разів на рік.
До творів Сіндінга належать:
- Опера «Священна гора» (нім. Der Heilige Berg, 1914) німецькою мовою, проте переважають норвезькі музичні корені
- Фортепіанний твір (нім. Frühlingsrauschen) («Шум весни», 1896)
- Чотири симфонії, чотири скрипкові концерти, фортепіанний концерт, камерна музика, пісні та хорові твори до норвезьких текстів
- Близько 250 пісень